# Karl Joseph von Dier
Karl Josef von Dier (auch: Carl Joseph) (* um 1684; † 19. Dezember 1756 in Wien) war wirklicher k.k. Hofrat und geheimer Zahlmeister.

## Leben
Karl Josef Edler Herr von Dier war zuletzt k.k. geheimer Kammergüter-Oberadministrator. Er wurde 1734 Reichsritter mit Edler von und 1737 Edler Herr (gemeinsam mit seinem Neffen Joseph Dier).
Am 25. Mai 1740 wurde er und sein Neffe Josef Dier in den Alten Ritterstand mit dem Titel Edler Herr von Dier erhoben.
Er war Wappenkönig (=Herold) des Ordens vom Goldenen Vlies und Ritter des portugiesischen St. Jakob-Ordens.
Seine Tochter Therese von Dier heiratete Anton von Doblhoff, welcher später von Karl Joseph als Alleinerbe eingesetzt wurde und sich dann Doblhoff-Dier nannte.